# Ђуро Зец
Ђуро Зец (Нови Сад, 6. марта 1990) српски је фудбалер.